# Yuanmoumänniskan

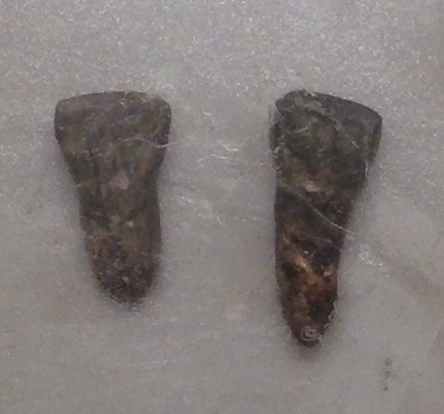
Avgjutning av fynd av tänder från Yuanmoumänniskan.

Yuanmoumänniskan (元谋人; Yuánmóu rén), Homo erectus yuanmouensis, är en underart till Homo erectus vars fossil har hittats i Kina. Yuanmoumänniskan har funnits sedan 1,7 miljoner B.P. under tiden för Paleolitikum (äldre stenåldern) och är äldre än både Pekingmänniskan och Lantianmänniskan. Yuanmoumänniskan representerar det äldsta fyndet av människa i Kina.
Fynden av Yuanmoumänniskan gjordes 1 maj 1965 i Yuanmou härad i Chuxiong prefektur i Yunnan. Yuanmoumänniskan kunde tillverka stenartefakter och kunde göra upp eld.